# Bóbr
Bóbr (tjekkisk: Bobr; tysk: Bober) er en flod, der løber gennem den nordlige del af Tjekkiet og den sydvestlige del af Polen.
Floden er en af Oders bifloder, og er med 272 km den tiende længste flod i Polen. Det topografiske opland er på 5.876 km².

## Byer langs Bóbr
- Lubawka
- Kamienna Góra
- Jelenia Góra
- Wleń
- Lwówek Śląski
- Bolesławiec
- Szprotawa
- Małomice
- Żagań
- Nowogród Bobrzański
- Krosno Odrzańskie

50°40′00″N 15°53′16″Ø / 50.6665985°N 15.8877504°Ø